# City of Glass
City of Glass: The Graphic Novel (La ciutat de vidre: la novel·la gràfica), és un còmic de Paul Karasik i David Mazzucchelli. Es tracta d'una adaptació de la novel·la de l'autor estatunidenc Paul Auster City of Glass.

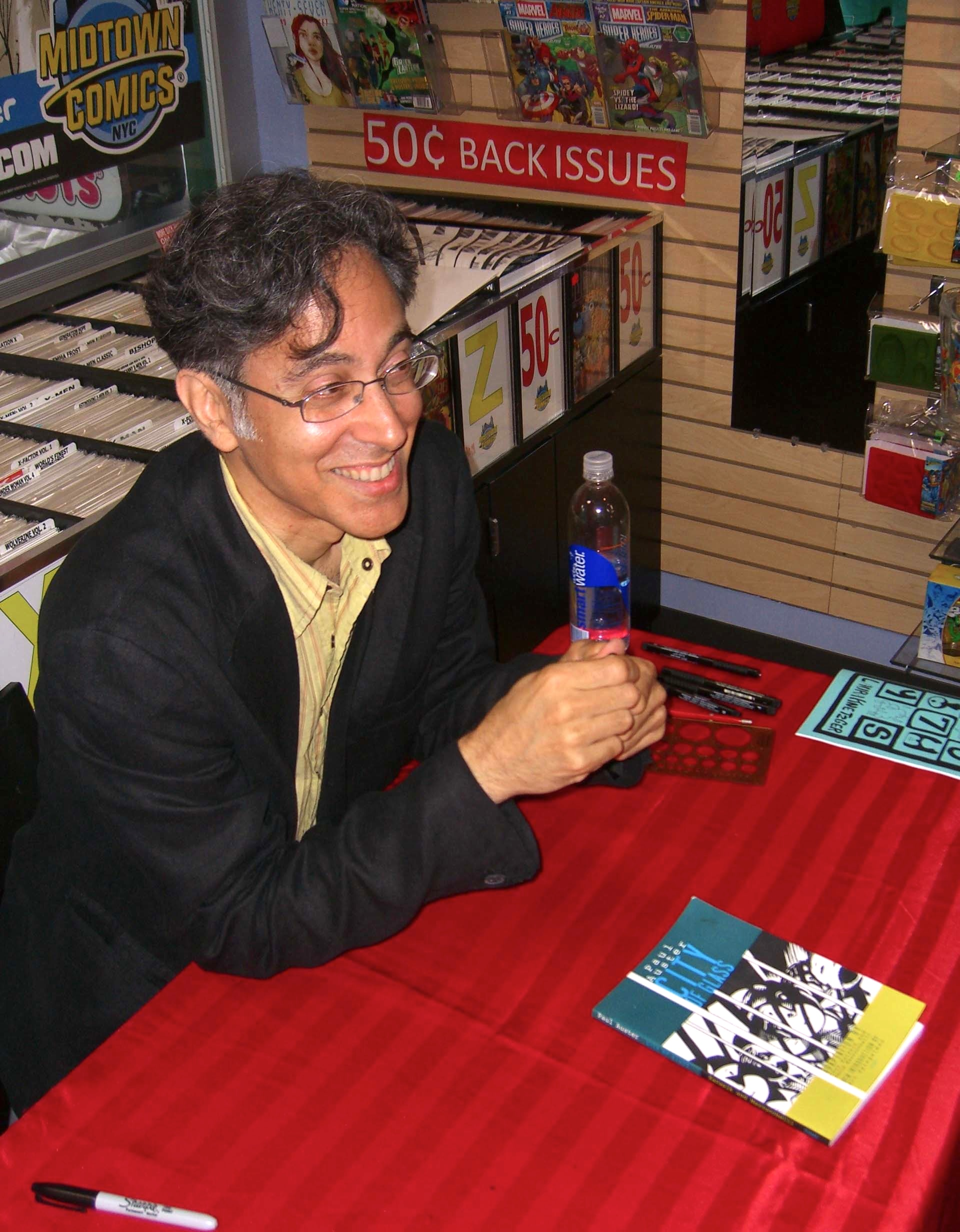
Mazzucchelli signant una còpia del llibre el 28 de juny de 2012 al Midtown Comics de Manhattan.

## Publicació
El còmic original va ser publicat per Avon Books com Neon Lit: Paul Auster's City of Glass (a Graphic Mystery). El projecte estava liderat per l'autor de còmics influent i popular Art Spiegelman. La impressió original va ser ben rebuda, i l'obra va ser escollida com un dels "100 millor còmics escrits en anglès del segle". De fet, el llibre aviat va quedar esgotat.
El 2004 es va publicar una nova edició de l'obra, aquest cop titulada com City of Glass: The Graphic Novel, la qual va incloure una introducció d'Art Spiegelman. En aquesta introducció Spiegelman defineix aquesta novel·la gràfica com "una obra rupturista."
Des d'aleshores, el còmic ha estat traduït a diverses llengües, amb 20 edicions estrangeres.

## Argument
La història se centra en un home anomenat Daniel Quinn. Una nit rep una trucada dirigida a un investigador privat (curiosament anomenat Paul Auster, com l'autor de la novel·la original). Quinn queda intrigat per la trucada i decideix agafar el cas. Els seus clients resulten ser una parella, Peter Stillman i la seva muller. Durant el curs de la narració, Quinn descobreix coses sorprenents sobre la identitat, el llenguatge i la naturalesa humana. Al final s'acaba trobant amb Paul Auster, no el suposat detectiu, sinó l'autèntic escriptor.
En un fragment de la novel·la original de Paul Auster, Peter Stillman realitza un discurs sobre la seva vida i la feina que té per Daniel Quinn. En l'adaptació del còmic, la interrelació entre paraules i imatges és particularment interessant, amb els globus sortint no tant de Stillman, sinó més sovint de tinters, desguassos i, fins i tot, pintures rupestres. Spiegelman va quedar especialment sorprès per aquesta part del còmic, remarcant la perfecció amb què aquest recurs traslladava la descripció d'Auster dels patrons discursius de Stillman.

## Exhibicions
El març de 2009, l'adaptació de City of Glass va rebre un tracte d'exhibició, incloent el text original de Karasik i els dibuixos originals de Mazzucchelli, en el context d'una exposició dedicada a Paul Auster en el marc del Festival Literari Dedica de Pordenone, a Itàlia.